# Николаевский (Марий Эл)
 Николаевский  — выселок в Звениговском районе Республики Марий Эл. Входит в состав Шелангерского сельского поселения.

## География
Находится в южной части республики Марий Эл на расстоянии приблизительно 27 км по прямой на север-северо-восток от районного центра города Звенигово.

## История
Основан в 1929 году переселенцами из деревень Филиппсола, Чингансола, Кутюкпамаш и села Керебеляк. В 1939 году здесь (выселок Николаево) проживали 187 жителей. В 1990 году в выселке учтено 46 дворов. В советское время работал колхоз «Восток».

## Население
Население составляло 151 человек (мари 95 %) в 2002 году, 163 в 2010.